# Виктор Елм
Виктор Себастиан Елм (на шведски: Viktor Sebastian Elm) е шведски футболист, нападател. Висок 1,92 метра.
Дебютира в професионалния футбол за шведския Фалкенберис ФФ през сезон 2004 – 2005 г. След като изиграва 32 мача с 8 гола с „Фалкенберис ФФ“ през 2006 г. преминава в Калмар ФФ, за който до 2008 изиграва 64 мача с 21 гола. От януари 2009 г. е играч на СК Хееренвеен. Дебютира за националния отбор на Швеция на 13 януари 2008 г. срещу САЩ. Неговите братя Давид Елм и Расмус Елм са също футболисти.